# Henryk Ferdynand Hoyer
Henryk Ferdynand Hoyer (ur. 13 lipca 1864 w Warszawie, zm. 17 października 1947 w Krakowie) – lekarz, zoolog, anatom, profesor anatomii porównawczej na UJ 1894–1934, rektor Uniwersytetu Jagiellońskiego, członek i wiceprezes Polskiej Akademii Umiejętności.

## Życiorys
Był synem Ludwiki z Wernerów i Henryka Fryderyka, twórcy histologii polskiej, profesora Uniwersytetu Warszawskiego.
Po ukończeniu gimnazjum niemieckiego w Bydgoszczy studiował na Uniwersytecie we Wrocławiu oraz na Uniwersytecie w Strasburgu, gdzie uzyskał doktorat w 1892, Uniwersytecie Fryderyka Wilhelma w Berlinie. Następnie pracował jako asystent Alberta Köllikera na Uniwersytecie w Würzburgu i Gustava Schwalbego w Strasburgu. W 1894 przeniósł się do Krakowa, gdzie otrzymał tytuł profesora nadzwyczajnego i objął posadę kierownika Katedry Anatomii Porównawczej. W 1904 został mianowany profesorem zwyczajnym. W latach 1909–1910 pełnił funkcję dziekana Wydziału Filozoficznego, w 1929–1930 rektora, a w 1930–1931 prorektora UJ.
Od 1902 członek korespondent Akademii Umiejętności oraz Polskiej Akademii Umiejętności, od 1920 członek czynny PAU. W latach 1934–1939 pełnił funkcję wiceprezesa tej organizacji.
Był doktorem honoris causa Wydziału Filozoficznego 1924 i Wydziału Rolniczego 1934 UJ.
6 listopada 1939 wraz z innymi pracownikami UJ został aresztowany w ramach Sonderaktion Krakau więziony w Krakowie, we Wrocławiu oraz obozie w Sachsenhausen. Od 1941 do 1944 prowadził w Krakowie aptekę w szpitalu dla jeńców wojennych.
Uważany jest za twórcę polskiej szkoły anatomii porównawczej. Do jego uczniów należeli Edward Niezabitowski, Eugeniusz Kiernik, Władysław Poliński, Jan Prüffer, Władysław Mierzejewski, Paweł Łoziński, Jan Marchlewski, Zygmunt Grodziński, Józef Fudakowski, Stanisław Michał Sumiński, Zygmunt Fedorowicz, Stanisław Skowron, Jan Stach, Szymon Tenenbaum. W Krakowie zorganizował najnowocześniejszy na ziemiach polskich w owym czasie Zakład Anatomii Porównawczej. Był wybitnym specjalistą anatomii układu chłonnego kręgowców i anatomii układu krążenia ryb. Zajmował się także metodyką badań anatomoporównawczych i paleozoologią.
Zmarł w Krakowie. Został pochowany na cmentarzu Rakowickim (kwatera JB-wsch-2).

## Ordery i odznaczenia
- Krzyż Komandorski Orderu Odrodzenia Polski (8 listopada 1930)[3]
- Złoty Krzyż Zasługi (11 listopada 1936)[4]

## Wybrane publikacje naukowe
- O zadaniach i podstawach anatomii porównawczej (1895)
- Przyczynek do morfologii serca ryb (1900)
- O budowie skóry pławikonika (1901)
- Anatomja porównawcza zwierząt domowych (1901)
- Wykopaliska staruńskie (1914)
- Fauna dyluwialna Polski (1937)[5]
- Zarys dziejów zoologii w Polsce (1948)[6]
- Anatomia porównawcza kręgowców (1964)